# Grzegorz Tkaczyk
Grzegorz Tkaczyk (ur. 22 grudnia 1980 w Warszawie) – polski piłkarz ręczny, grający na pozycji środkowego lub lewego rozgrywającego, były reprezentant Polski (od 2000 do 2012, w tym 2004-2008 kapitan drużyny narodowej), uczestnik igrzysk olimpijskich (Pekin 2008) i wicemistrz świata z 2007. Od 1 lipca 2011 zawodnik Vive Targów Kielce. Po wygraniu Ligi Mistrzów 29 maja 2016 ogłosił zakończenie kariery. Laureat Plebiscytu Przeglądu Sportowego i Telewizji Polskiej na 10 najlepszych sportowców Polski roku 2007 (zajął w nim 9. miejsce).

## Kariera

### Początki
Przygodę z piłką ręczną rozpoczął w szkole podstawowej na rodzinnym Targówku. Nauczycielem wychowania fizycznego był w niej Witold Rzepka, pełniący wówczas również obowiązki drugiego trenera piłkarzy ręcznych Warszawianki. Dlatego, prowadzone przez niego grupy – zarówno na lekcjach wychowania fizycznego, jak i podczas zajęć SKS – najczęściej grywały w szczypiorniaka. Początkowo młody Tkaczyk traktował je jako zabawę, jednak z czasem – z uwagi na spory talent do tej dyscypliny – zaczął równolegle uczęszczać na treningi drużyny młodzieżowej Warszawianki. Sukcesy odnoszone zarówno w rozgrywkach międzyszkolnych, jak i turniejach juniorów spowodowały, iż z czasem został włączony do kadry seniorskiej pierwszego zespołu swego klubu.

### Klubowa
W barwach Warszawianki zadebiutował w polskiej ekstraklasie i dość szybko stał się podstawowym graczem drużyny. W jej barwach wywalczył wicemistrzostwo (sezon 2001/2002) oraz Puchar Polski (sezon 2001/2002). To były dwa pierwsze i jednocześnie ostatnie trofea zdobyte przez Tkaczyka w Polsce. Od końca lat 90. rozwój jego talentu bacznie obserwowali skauci kilku klubów niemieckich. Najkonkretniejsi okazali się działacze Magdeburg Gladiators, którzy za 150 000 złotych pozyskali 20-letniego wówczas Polaka, a umowę asygnowano półtora roku przed faktycznym przejściem Tkaczyka do Magdeburga. Występy w tym zespole (ówczesnym triumfatorze Ligi Mistrzów) Grzegorz rozpoczął w sezonie 2002/2003 i po niedługim czasie stał się jedną z gwiazd Bundesligi. W pierwszym sezonie w elicie wystąpił we wszystkich 34 meczach, a ze 119 golami został czołowym strzelcem swojej ekipy, która wywalczyła brązowy medal. W rozgrywkach 2003/2004 ustanowił własny rekord Bundesligi – 178 bramek. Przez 6 lat gry dla „Gladiatorów” głównym problemem był brak trofeów (jedyny wymierny to Puchar EHF 2006/2007). Wówczas w Magdeburgu występowali również Karol Bielecki i Bartosz Jurecki, a funkcję trenera pełnił Bogdan Wenta. W połowie sezonu 2007/2008 wraz z Bieleckim otrzymał propozycję transferu do Rhein-Neckar Löwen i 15 grudnia 2007 podpisał – obowiązujący do 30 czerwca 2011 – kontrakt z tym klubem. Do Mannheim przeprowadził się przede wszystkim w nadziei na odnoszenie większej liczby sukcesów, jednak i tym razem lista znacznych drużynowych osiągnięć ograniczyła się do brązowego medalu Bundesligi (2008/2009) oraz dojścia do finałów: Pucharu Niemiec (2009/2010) i Pucharu Zdobywców Pucharów (2007/2008). To jednak w barwach „Lwów” zdobył swojego 1000 gola w Bundeslidze, co w 45-letniej historii niemieckiej ekstraklasy udało się zaledwie kilkudziesięciu zawodnikom (w tym 4 Polakom) – 9 lutego 2011 w 42. minucie meczu 20. kolejki z HSG Ahlen-Hamm (33:28). Po wielu tygodniach rozmów z władzami Vive Targów Kielce na temat przejścia do tego klubu, ostatecznie 13 lutego 2011 podpisał – obowiązujący od 1 lipca 2011 – trzyletni kontrakt i od sezonu 2011/2012 powrócił do polskiej ekstraklasy.

### Reprezentacyjna
W pierwszej reprezentacji Polski zadebiutował tuż przed 20 urodzinami (20 grudnia 2000 w zremisowanym 23:23 towarzyskim meczu przeciwko Czechom), dotychczas rozgrywając w niej 159 oficjalnych meczów i zdobywając 549 bramek. W 2004, nowy selekcjoner kadry Bogdan Wenta, powierzył niespełna 24-letniemu Tkaczykowi obowiązki jej kapitana (Grzegorz pełnił ją przez niemal 4 lata, aż do czasu zawieszenia gry w drużynie narodowej). W 2007 wywalczył srebrny medal Mistrzostw Świata (za co 5 lutego 2007 został odznaczony przez Prezydenta RP Lecha Kaczyńskiego Złotym Krzyżem Zasługi) oraz Superpuchar. Na przełomie maja i czerwca 2008 dowodził drużyną, która podczas turnieju kwalifikacyjnego we wrocławskiej Hali Stulecia wywalczyła awans na Igrzyska Olimpijskie w Pekinie, a 20 sierpnia 2008 po dramatycznym spotkaniu z Islandią (30:32) odpadła w ćwierćfinale. 7 października 2008 - ze względów rodzinnych - oficjalnie ogłosił decyzję o czasowym zawieszeniu gry w kadrze (choć nieoficjalnie było o tym wiadomo w sierpniu, tuż po zakończeniu turnieju olimpijskiego), natomiast 2 lutego 2009 zapowiedział, że po powrocie do zdrowia wróci do drużyny narodowej. 28 października 2010 na Hali Torwar w rodzinnym mieście – po ponad dwóch latach nieobecności – ponownie wystąpił w reprezentacji Polski (w wygranym 23:15 meczu z Ukrainą w ramach eliminacji do ME 2012). 25 lutego 2012 po raz drugi ogłosił zakończenie kariery reprezentacyjnej, co miało nastąpić po Igrzyskach w Londynie. Jednak na skutek niezakwalifikowania się „biało-czerwonych” do turnieju olimpijskiego, ostatni mecz w reprezentacji rozegrał podczas turnieju kwalifikacyjnego w Alicante (8 kwietnia 2012, w przegranym 33:22 spotkaniu z Hiszpanią). Na skutek przedwczesnego zakończenia kariery przez Bartłomieja Jaszkę i poważnej kontuzji Mariusza Jurkiewicza, w maju 2015 selekcjoner Michael Biegler zaczął namawiać Tkaczyka na czasowy powrót do reprezentacji. Podczas rozgrywanych w Polsce Mistrzostw Europy 2016 pojawił się bowiem problem z pozycją środkowego rozgrywającego. Na początku października 2015 zawodnik ogłosił, że zamierza ponownie powrócić do kadry na ten turniej. Zgodnie z ustaleniami, przygotowania do imprezy miał zacząć podczas grudniowego zgrupowania. Jednak na skutek poważnej kontuzji barku - której doznał w listopadowym meczu z Orlen Wisłą Płock - został wyłączony z gry do końca sezonu 2015/2016, w związku z czym powrót do reprezentacji nie doszedł do skutku.

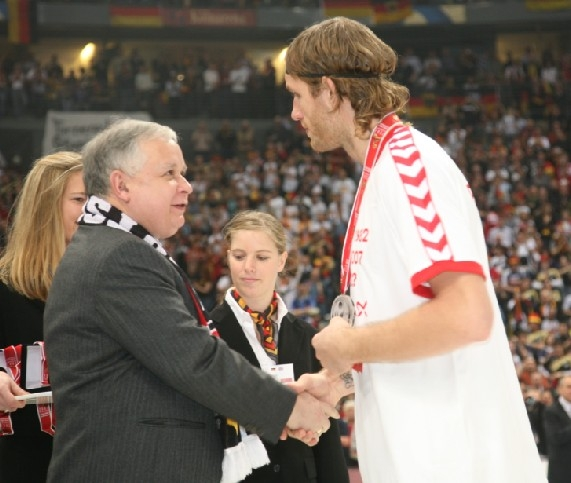
Grzegorz Tkaczyk odbiera gratulacje od prezydenta Lecha Kaczyńskiego po zdobyciu srebrnego medalu MŚ 2007

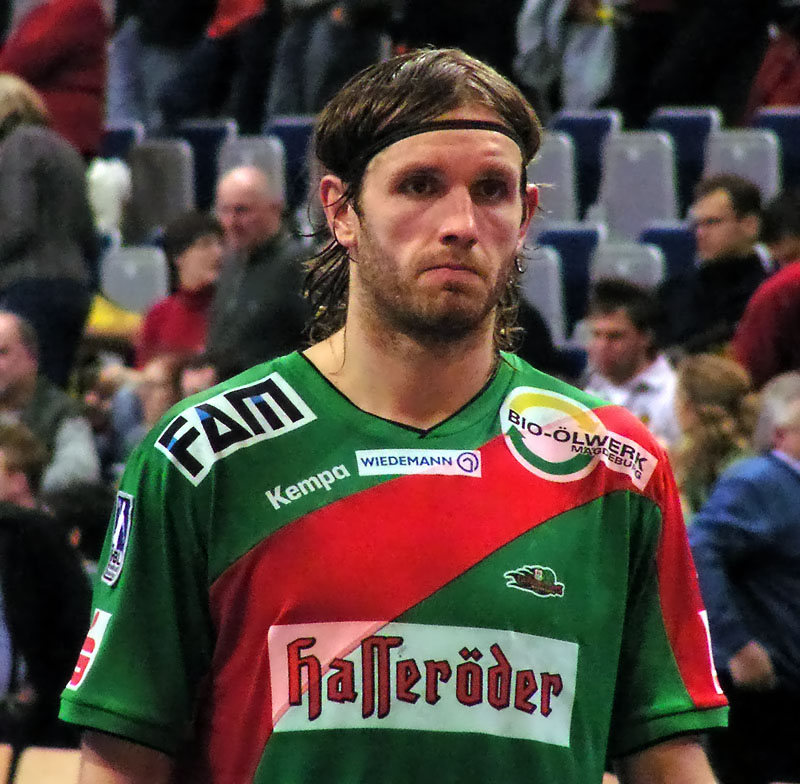
Grzegorz Tkaczyk w barwach SC Magdeburg (2007)

## Osiągnięcia

### Reprezentacyjne
Mistrzostwa Świata
- (2007)

Superpuchar
- (2007)

### Klubowe
Mistrzostwa Polski
- (z Vive Kielce: 2012, 2013, 2014, 2015, 2016)
- (z KS Warszawianka: 2002)
- (z KS Warszawianka: 1999)

Puchar Polski
-  (z KS Warszawianka: 2002, z Vive Kielce: 2012, 2013, 2014, 2015, 2016)

Superpuchar Europy
-  (2002)

Liga Mistrzów
-  (z Vive Tauron Kielce: 2016)
-  (z Vive Targi Kielce: 2013, 2015)

Puchar EHF
 (z Rhein-Neckar Löwen 2007)
Puchar Europy
 (z SC Magdeburg 2005)
Mistrzostwa Niemiec
 (z SC Magdeburg 2003, 2005, z Rhein-Neckar Löwen: 2009)

## Wyróżnienia
- Laureat Plebiscytu Przeglądu Sportowego i Telewizji Polskiej na 10 najlepszych sportowców Polski roku 2007 (9. miejsce)
- Złoty Krzyż Zasługi (wręczony 5 lutego 2007)
- Najlepszy zawodnik Bundesligi sezonu 2003/2004[potrzebny przypis]

## Bilans klubowy w rozgrywkach ligowych
| Sezon     | Klub               | Liga        | Mecze | Bramki |
| --------- | ------------------ | ----------- | ----- | ------ |
| 1999/2000 | Warszawianka       | Ekstraklasa | 32    | 147    |
| 2000/2001 | Warszawianka       | Ekstraklasa | 30    | 168    |
| 2001/2002 | Warszawianka       | Ekstraklasa | 30    | 198    |
| 2002/2003 | SC Magdaburg       | Bundesliga  | 34    | 119    |
| 2003/2004 | SC Magdeburg       | Bundesliga  | 31    | 178    |
| 2004/2005 | SC Magdeburg       | Bundesliga  | 24    | 97     |
| 2005/2006 | SC Magdeburg       | Bundesliga  | 32    | 161    |
| 2006/2007 | SC Magdeburg       | Bundesliga  | 33    | 147    |
| 2007/2008 | SC Magdeburg       | Bundesliga  | 15    | 57     |
| 2007/2008 | Rhein-Neckar Löwen | Bundesliga  | 18    | 76     |
| 2008/2009 | Rhein-Neckar Löwen | Bundesliga  | 23    | 74     |
| 2009/2010 | Rhein-Neckar Löwen | Bundesliga  | 11    | 28     |
| 2010/2011 | Rhein-Neckar Löwen | Bundesliga  | 31    | 115    |
| 2002-2011 | Łącznie            | Bundesliga  | 252   | 1052   |
| 2011/2012 | Vive Targi Kielce  | Superliga   | 22    | 66     |

## Bilans w reprezentacji seniorskiej
| Rok  | Liczba meczów | Liczba bramek |
| 2000 | 3             | 9             |
| 2001 | 7             | 23            |
| 2002 | 17            | 59            |
| 2003 | 17            | 96            |
| 2004 | 11            | 51            |
| 2005 | 7             | 26            |
| 2006 | 17            | 57            |
| 2007 | 20            | 60            |
| 2008 | 26            | 82            |
| 2009 | -             | -             |
| 2010 | 3             | 4             |
| 2011 | 16            | 49            |
| 2012 | 13            | 34            |
| 2013 | -             | -             |
| 2014 | -             | -             |
| 2015 | -             | -             |

## Życie prywatne
Urodził się i dorastał na warszawskim Targówku. Syn Zygmunta i Marii. Absolwent LXXVI Liceum Ogólnokształcącego im. Marszałka Józefa Piłsudskiego w Warszawie. Rozpoczął studia ekonomiczne, jednak obecnie chwilowo je zawiesił. Od 2003 żonaty (z Kingą), 20 maja 2008 w Niemczech na świat przyszło ich dziecko (syn Mateusz).
Był ekspertem i komentatorem serwisu streamingowego Viaplay Polska podczas Mistrzostwa Świata w Piłce Ręcznej Mężczyzn, odbywających się w styczniu 2023 w Polsce i w Szwecji.